# Koczobryk
Koczobryk – zbliżona kształtem do kocza resorowana duża kryta (całkowicie lub częściowo) bryczka czterokołowa, czteroosobowa, o płaskim dnie, z drzwiczkami i nadkolami; stosowana jako środek transportu przez drobną szlachtę w XIX wieku, zwłaszcza na Mazowszu, Małopolsce i Kielecczyźnie.